# عندما تثمر النخيل (فلم)
عندما تثمر النخيل فيلم مغربي من إنتاج سنة 1969 عبر المركز السينمائي المغربي، ومن إخراج عبد العزيز الرمضاني والعربي بناني. الفيلم يعتبر واحدا من أول المحاولات لصناعة أفلام روائية طويلة في السينما المغربية, ورغم أنه لم يكن ذو قيمة فنية عالية إلى أنه كان من الخطوات الأولى التي أسست لبناء الصرح السينمائي المغربي.